# Enauti
Gli enauti (in greco antico: ἀειναῦται?, aeinâutai, da ἀεί, "sempre", e ναύτης, "marinaio") erano i magistrati di Mileto, coloro che avevano ottenuto il potere supremo dopo la deposizione dei tiranni, Toante e Damasenore.
Il loro nome derivava dal fatto che, ogniqualvolta dovevano prendere una decisione importante, si imbarcavano su una nave e tenevano le loro riunioni in mare aperto, non tornando a riva finché non avevano preso le decisioni necessarie.